# Позиция обвинения на Нюрнбергском процессе

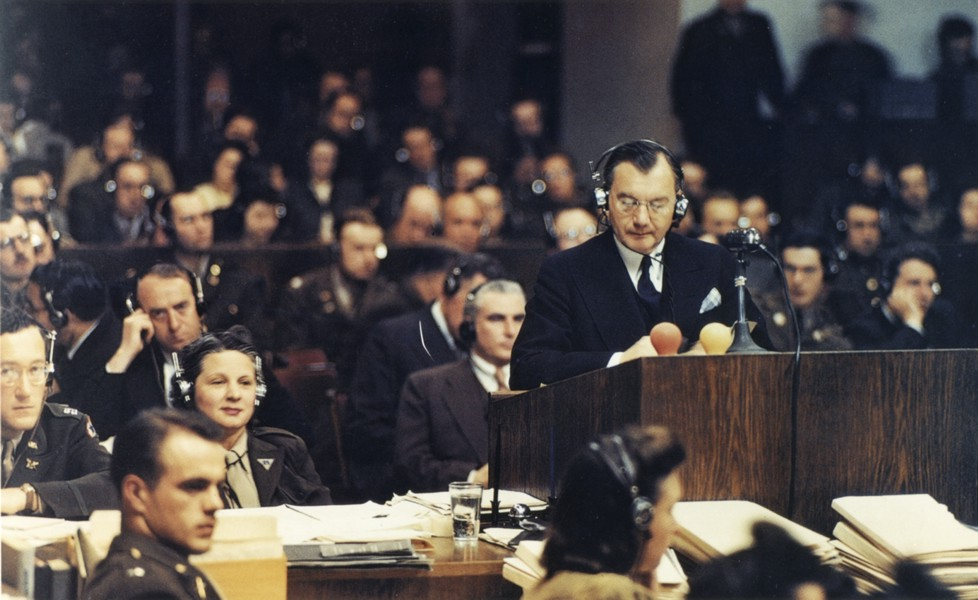
Обращение к суду прокурора Джексона (20 ноября 1945)

Обвинение на Нюрнбергском процессе представляло свои доказательства и вызывало свидетелей в течение 73 дней: с момента открытия процесса 20 ноября 1945 года до 4 марта 1946 года. В своих выступлениях все четыре прокурора — представлявших США, СССР, Великобританию и Францию — пытались «придать смысл» только что закончившейся мировой войне. Массовое использование прокурорами «гангстерских метафор» при описании руководителей национал-социалистической Германии было следствием того, что «заговор нацистов» являлся основой позиции прокуратуры. В 1946—1948 годах позиция прокуроров была издана в рамках десятитомного сборника «Nazi conspiracy and aggression».

## История

### Начало суда

#### Последние приготовления. Штрайхер и Крупп
Пока адвокаты и обвиняемые вырабатывали позицию защиты, прокуроры пытались объединить свои дела в единое целое. Прогресс с документальными доказательствами был медленным: когда Максвелл-Файф встретился с Джексоном 22 сентября, американцы выбрали для своей части 1900 документов, но тщательно изучили только 500 из них; только 700 документов вообще было переведено. 1 ноября американская группа ввела ночную смену для переводчиков, а через три дня наняла 40 дополнительных машинисток. Прибытие других групп — включая 168-ми британцев — ещё больше увеличило нагрузку на американские ресурсы: так советская делегация прибыла без своих переводчиков. Французская команда также заметно отставала от графика. К 27 октября, благодаря британской помощи и прибытию копировального аппарата из Франции, ситуация в целом улучшилась.
По указанию Трибунала шесть экземпляров всех документов должны были храниться в Информационном центре, созданном в начале ноября для обеспечения всех сторон доступом к доказательствам. Теперь ресурсы обвинения стали использоваться и адвокатами, что вызвало недовольство Джексона. 6 ноября был назначен новый генеральный секретарь трибунала: им стал бригадный генерал Вилльям Митчелл (Brig. Gen. William L. Mitchell). 7 ноября было согласовано разделение зон ответственности каждой из групп, инициированное Максвелл-Файфом, называвшего процесс «бесконечной международной конференцией».
Размещение судей вызвало новые проблемы: в их домах не было ни кухонной посуды, ни воды и ни электричества. К 13 ноября наиболее острые бытовые проблемы удалось разрешить. Кроме того, после продолжительной переписки, дошедшей до уровня министра иностранных дел Великобритании, в Нюрнберг была организована еженедельную отправку трех ящиков с джином и виски. Перед первым заседанием в Нюрнберге коллегия судей утвердила меры безопасности для зала суда, установила процедуру передачи документов для адвокатов и согласовала правила фото- и видеосъемок в зале суда. Тогда же были созданы каналы для поиска свидетелей и их транспортировки в город. Кроме того, три врача осмотрели Штрайхера на предмет его вменяемости: 19 ноября медики сообщили, что 25 лет «изучения еврейского заговора» привели к формированию «невротической одержимости» у бывшего гауляйтера Франконии, но юридически он был вменяем.
Самой сложной проблемой для МВТ в тот период стал Густав Крупп: помощник американских судей сообщил, что обвиняемый находился «практически в коме», а 24 октября Джексон сообщил о том же Руденко. Трибунал направил медицинскую комиссию из британских, американских, французских и советских врачей для обследования Густава. Их отчет не смог ничего добавить к ранее имевшимся сведениям — любая попытка переместить Круппа-старшего ставила под угрозу его жизнь. 4 ноября адвокат Круппа Теодор Клефиш (Theodor Klefisch, 1877—1951) подал формальное ходатайство с просьбой приостановить разбирательство в отношении его клиента. Чтобы решить проблему, Джексон хотел просто добавить в обвинительное заключение имя Альфрида Круппа. Шоукросс не разделял мнение американцев о возможности «выхода на замену» Альфрида. Французские прокуроры полагали возможным судить Альфрида на «втором Нюрнбергском процессе». Трибунал был «шокирован» идеей «замены обвиняемого»: 17 ноября судьи отклонили предложение о добавлении Альфрида Круппа и отказались судить Густава заочно.

#### Ходатайства о переносе
Датой, назначенной для открытия Нюрнбергского процесса, был вторник — 20 ноября. Однако 19 ноября французские и советские команды совместно обратились к МВТ с просьбой об отсрочке начала разбирательства: формальным основанием была «малярия», обнаруженная в Москве у Руденко и являвшаяся, по мнению его иностранных коллег, «заболеванием дипломатического характера». Французские прокуроры в частных беседах также признавали свою неготовность к процессу. Шоукросс решительно возражал против любой задержки, несмотря на неполную готовность как британских, так и американских пунктов; посол Великобритании в СССР призвал советское правительство настаивать на сохранении даты открытия, напоминая слова Сталина в Потсдаме о скорейшем начале дела. Под давлением со стороны коллег и видя неготовность судей к отсрочке, французская и советская прокурорские группы уступили.
19 ноября ходатайство подали и защитники: адвокаты утверждали, что — хотя международное сообщество и проявило некоторое желание объявить войну вне закона — оно не создало никакого действующего международного права по этому поводу. Полагая, что трибунал действует «ex post facto», адвокаты писали, что Устав противоречит основному правовому принципу «nulla poena sine lege» (никто не может быть наказан за поступок, не запрещённый законом), сформулированному криминологом Ансельмом Фейербахом ещё в начале XIX века. Через два дня трибунал отклонил ходатайство на том основании, что третья статья самого Устава исключает право обсуждать авторитет Трибунала: судьи использовали «порочный логический круг», в рамках которого протест против устава был отклонён на основании пункта из самого устава. Одновременно судьи разрешили использовать аргументы о «nulla poena sine lege» в ходе разбирательства.
На этом новом форуме послевоенного правосудия еще не было до конца ясно, кто кого будет судить.— профессор Хирш, 2020
9 ноября Джексон — в ожидании «атак» адвокатов — попросил британские, французские и советские прокуратуры составить строго секретные меморандумы с описанием военных преступлений их стран. В ответ Вышинский в Москве составил список «табуированных тем». Специальный список вопросов, обсуждение которых считалось недопустимым, был показан Джексону и другим прокурорам 11 марта 1946 года, но не передан в печатном виде: список «табу» включал в себя такие пункты как «отношения СССР к Версальскому миру», «советско-германский пакт о ненападении 1939 года и вопросы, имеющие к нему отношение», «посещение Риббентропом Москвы и переговоры в ноябре 1940 года в Берлине», а также — «советско-германский договор об обмене немецким населением Литвы, Латвии и Эстонии с Германией». Он также включал более общие внешнеполитические темы: «вопросы о Черноморских проливах и о предполагаемых территориальных претензиях СССР», «Балканский вопрос», и «советско-польские отношения» (в частности, проблемы «Западной Украины и Западной Белоруссии»); были также запрещены любые вопросы, «связанные с общественно-политическим строем» и «советскими прибалтийскими республиками». Ответственным за сохранность советских секретов стал прокурор Николай Зоря.

#### Первое заседание
Перед началом первого заседания, из опасения попытки освобождения обвиняемых или уничтожения улик, в Нюрнберге были усилены меры защиты: 5 лёгких американских танков М24 «Чаффи» окружили задание, а в коридорах и на крыше были размещены дополнительные солдаты. Лишь полковник Эндрюс носил оружие непосредственно в зале суда — в обычные дни его подчинённые только имитировали свою вооружённость.
Утром 20 ноября судья Лоуренс открыл Нюрнбергский процесс своим кратким заявлением, в котором напомнили собравшимся о необходимости соблюдения порядка и правил приличия. В первый день зал суда был переполнен, атмосфера в зале многим напомнила «театральную премьеру»; некоторые зрители принесли с собой театральные бинокли. Окна зала были затянуты шторами, чтобы исключить попадание дневного света, мешавшего работе многочисленных камер. В помещении было установлено оборудование для проецирования фильмов. Помимо мест для представителей прессы, сидевших за прокурорами, в зале было весьма тесно; за исключением охранников, все участники надели наушники с синхронным переводом.
Как и в ходе последующих 403 сессий, в первый день ответчики вошли в зал группами по три-четыре человека. Некоторые обвиняемые были одеты в новые костюмы, заказанные им начальником тюрьмы «для респектабельности»; всем были возвращены ремни, шнурки и галстуки. В форме (без знаков различия) были Йодль, Кейтель и Геринг. Судья Лоуренс ударом своего молоточка ровно в 10 часов открыл первое заседание, полностью посвящённое формальности — публичному чтению сокращённой версии обвинительного заключения. Когда было зачитано обвинение в заговоре, Шахт разразился «резким презрительным смехом». Геринг весь день пытался привлечь к себе внимание, театрально жестикулируя и пытаясь взаимодействовать с аудиторией. После заседания судьи отправились на званый ужин в дом американских судей, в честь дня рождения судьи Паркера.

#### Второе заседание: Речь Джексона
Во второй день судебного разбирательства обвиняемые должны были ответить на вопрос, признают ли они себя виновными. Защитникам, не имевшим возможности поговорить со своими клиентами с прошлого вечера, было дано 15 минут. Геринг первым встал у микрофона, держа в руке машинописную речь: при попытке зачитать её он был перебит Лоуренсом, указавшим, что сегодня от него требуется только ответ «виновен» или «не виновен». Никто из обвиняемых не признал своей вины; Гесс просто выкрикнул «Нет», что судья Лоуренс интерпретировал как заявление Гесса о собственной невиновности — вызвав смех в зале, Лоуренс призвал присутствовавших к порядку.
Роберт Джексон открыл оглашение версии обвинения своей речью, работу над которой он начал ещё весной. Склонный говорить быстро, Джексон прикрепил к первой из 38 страниц финального текста листок с надписью «медленно», подчеркнутой четыре раза. Его цель осталась неизменной: Джексон пытался связать подсудимых в организованную преступную группу, созданную для начала военной агрессии на сопредельные страны. Точнее, он пообещал, что обвинение продемонстрирует, что обвиняемые объединились для выполнения общего плана, который мог быть реализован только путем завоевательной войны. Отмечая, что обретение новых территорий само по себе не являлось преступлением, Джексон уточнял, что такое расширение государства могло быть достигнуто только мирными средствами. Прокурор также стремился показать, что методы, которые национал-социалисты использовали против своих противников внутри Германии, являлось «репетицией» для насилия по всей оккупированной Европе. Осветив основные вехи истории нацистской Германии, Джексон процитировал фразу Франка, о том, что «евреи — это раса, которую нужно уничтожить»; он также сослался на протокол Хоссбаха для доказательства намерений лидеров рейха использовать насилие.
Кроме того, у нас есть договор с Россией. Однако договоры соблюдаются до тех пор, пока они целесообразны. Россия будет соблюдать договор лишь до тех пор, пока она будет считать его для себя выгодным. Бисмарк тоже был такого мнения.— Гитлер, «Выступление на совещании с командованием Вермахта», 23 ноября 1939
Джексон обратил внимание на тот факт, что каждая страна, на которую напал вермахт, сначала получала заверения о мирных намерениях со стороны нацистских лидеров. «Цинизм» во внешней политике имел, по мнению Джексона, предсказуемые последствия — официально санкционированное массовое совершение военных преступлений. Прокурор процитировал и слова Розенберга о том, что одной из целей политики вывоза ресурсов и депортации населения во время войны было «обеспечить желаемое ослабление биологической силы» завоеванных народов.
Все присутствовавшие в зале, включая Геринга и Гесса, внимательно слушали выступление; пресса сочла речь Джексона, занявшую почти весь день, «великолепной». Покровский отправил в Москву сообщение об «ораторском мастерстве» американского прокурора; советская пресса, включая газеты «Правда» и «Известия», напечатала крупные выдержки из сообщения Джексона, явно направленного на общемировую аудиторию и демонстрировавшего решимость американского прокурора «изменить моральный компас международной политики с помощью закона». В итоге, внешним наблюдателям стало понятно, что Джексон рассматривал процесс не как простое судебное разбирательство против нескольких преступников — а как важный шаг в развитии международного права, направленный на предотвращение будущих войн. В последующие годы историки, изучавшие процесс, активно использовали речь Джексона для цитат.

#### Устройство НСДАП. Агрессия и концлагеря
После яркого выступления Джексона наступил период представления детальных доказательств озвученных обвинений: американским прокурорам было необходимо объяснить судьям устройство НСДАП и форму её контроля над государственным аппаратом. В отсутствие «драмы» в зале суда, посетители и представители прессы — неспособные уследить за темпом, в котором суду предъявлялись всё новые документы — начали заметно «скучать».
Общественный интерес к делу начал возвращаться 26 ноября, когда американские прокуроры передали суду копию меморандума Хоссбаха от 5 ноября 1937 года и речи Гитлера 1937—1939 годов, агрессивный язык которых произвёл «ужасающее» впечатление на публику. Ряд обвиняемых также были шокированы представленными доказательствами: так Ширах назвал меморандум Хоссбаха «концентрированным политическим безумием», а Зейсс-Инкварт настаивал, чтобы сам он никогда не присоединился бы к Гитлеру, если бы знал о подобном документе. Геринг попытался оспорить позицию обвинения, напоминая коллегам о тех методах, которыми к США были присоединены штаты Калифорния и Техас. Газета «New York Herald Tribune» выразила надежду, что документы «решительно подорвут пропагандистские мифы, в которые все еще верят сотни тысяч немцев», — что Германия была вынуждена вести самооборону.
29 ноября был показан часовой фильм о концентрационных лагерях «Nazi Concentration Camps», который адвокаты имели возможность увидеть прошлой ночью: восемь из них посмотрели кинохронику. «Фильм-улика» (нем. Beweismittel-Film) — ставший наглядным напоминанием о том, что на самом деле означали напечатанные на бумаге обвинения — был представлен потому что делегация США еще не была готова продолжить рассказывать про оккупацию Чехословакии, стоявшую в плане на день. Ряд журналистов наблюдал за реакцией подсудимых на видео, демонстрировавшее массовые захоронения жертв репрессий: Шахт демонстративно отвернулся. По окончании просмотра, зал хранил молчание — судьи покинули его без обычных слов об окончании заседания. Фриче сказал после увиденного, что «никакая сила ни на небе, ни на земле не сотрет этого позора с моей родины» — он добавил, что «все чувствовали, что происходит что-то ужасно неправильное… даже если мы и не знали всех деталей». По мнению Кейтеля, вину за показанные деяния несли «грязные свиньи из СС».
12 декабря американское обвинение показало четырехчасовой документальный фильм Бадда Шульберга (Budd Schulberg) и Джона Форда «Нацистский план» (The Nazi Plan), рассказывавший об истории национал-социалистического движения. Данный фильм вызвал скорее удовольствие обвиняемых, вспомнивших довоенные дни «триумфа Рейха». В ответ, советская сторона начала монтировать свой киноматериал: он был собран в три фильма — «Кинодокументы о зверствах немецко-фашистских захватчиков» (45 мин), «Разрушения, произведенные немцами на территории Советского Союза» (40 мин) и «Разрушения произведений искусства и памятников национальной культуры, произведенные немцами на территории СССР» (30 мин).

#### Признание Гесса
Процесс прервался во второй половине дня 30 ноября, чтобы судьи смогли заслушать аргументы защиты и обвинения относительно готовности Гесса предстать перед судом. Если все четыре группы врачей, осматривавших Гесса ранее, пришли к выводу, что юридически он был вменяем — но страдал «истерической амнезией» — то в ходе слушаний его адвокат Гюнтер фон Роршайдт (Gunther Von Rohrscheidt) просил суд приостановить разбирательство против своего клиента. Адвокат мотивировал это неспособностью коммуницировать с Гессом, который не помнил ни дат, ни имён. Максвелл-Файф и Джексон были не согласны, полагая, что состояние Гесса вполне позволяло ему предстать перед судом.
На протяжении всей дискуссии о себе Гесс сидел в одиночестве на скамье подсудимых, пытаясь привлечь внимание Роршайдта: это было необычно, поскольку на предыдущих заседаниях Гесс читал книгу, которую одни очевидцы называли «романом», а другие — «детективом». Когда трибунал спросил его, хочет ли он высказаться, Гесс встал у микрофона и спокойным голосом зачитал связное заявление. Он признался, что ввёл своего адвоката в заблуждение и симулировал амнезию по причинам «тактического характера». После первого шока от произошедшего, Роршайдт рассмеялся, а журналисты начали выбегать из комнаты, чтобы первыми успеть передать сенсационную новость. Председатель суда закрыл сессию.
Газеты разошлись во мнении о причинах произошедшего: заявление доказывало, что либо Гесс действительно всё время был здоров, либо что он окончательно сошёл с ума. Роршайдт позже заявил журналистам, что «любой человек, который действует так, как Гесс действовал сегодня… находится в очень любопытном психическом состоянии». После дискуссии судьи пришли к выводу, что Гесс был как минимум юридически вменяем: судья Паркер был убежден, что амнезия Гесса не являлась юридическим препятствием для адекватной защиты — а Биддл полагал, что Гесс был полностью здоров и просто симулировал.

#### Первый свидетель: показания Лахузена
Первым свидетелем на Нюренбергском процессе стал офицер австрийской военной разведки, генерал-майор Эрвин фон Лахузен. Став после Аншлюса помощником главы военной разведки адмирала Вильгельма Канариса, Лахузен записывал встречи своего начальника и лично присутствовал на нескольких конференциях с Гитлером и Кейтелем. Лахузен рассказал об «уловках», с помощью которых Гитлер надеялся оправдать свои нападения на Польшу, о планах убийства французских генералов Максима Вейгана и Анри Жиро, а также — о предложении спровоцировать восстание на Украине в качестве предлога для начала массового убийства евреев. Лахузен также описал и ситуацию с советскими военнопленными: об эпидемиях и каннибализме в лагерях. Он также заявил, что подобная политика не была секретом только узкого круга лидеров нацистской Германии. На допросе Руденко Лахузен показал, что нацистская разведка вербовала украинских эмигрантов из Галиции для проведения «диверсионных акций» в Польше и других странах: данные сведения усилили опасения советских властей по поводу украинской «пятой колонны».
Лахузен — связанный с антигитлеровскими заговорщиками и полагавший, что говорил от имени казнённых коллег — добавлял, что сам он протестовал против действий руководства армии, нарушавших международные конвенции и «воинские приличия». Кейтель, Йодль и Геринг в тот вечер выразили свой гнев по поводу «предательских заявлений» Лахузена. С ними была согласна и мюнхенская радиостанция «Radio Munich», передавшая 28 декабря, что показания Лахузена не заслуживали доверия. После показаний Лахузена Вышинский изменил политику СССР в отношении процесса: если раньше советская сторона готовилась к делу, основанному исключительно на документах, то в конце ноября власти СССР стали срочно искать свидетелей. Комиссия политбюро одобрила первоначальный список из 25 фамилий, вызвав пять человек в Москву; с их помощью СССР надеялся перехватить инициативу в процессе, явным лидером которого к тому моменту стали США.
Адвокат Отто Нельте выразил «яростный» протест против того, что у защитников не было возможности подготовиться к перекрестному допросу Лахузена. Джексон, привыкший к американскому подходу к суду — включавшему в себя право обвинения «доставать кроликов из шляпы» — не был готов заранее согласовывать список свидетелей с европейскими адвокатами, шокированными подобной практикой. Намёк Джексона на связи «некоторых из защитников» с нацистами привёл к тому, что Лоуренс прервал выступление прокурора. Трибунал отложил перекрёстный допрос первого из 37 свидетелей обвинения до следующего утра, одновременно отклонив ходатайство адвоката Штамера о том, чтобы обвиняемые имели право лично допрашивать свидетелей. В ходе перекрестного допроса адвокаты не пытались опровергнуть показания Лахузена — но они попытались уменьшить ущерб, нанесенный их конкретному клиенту. К примеру, Кубушок не утверждал, что Папен не знал о ключевых аспектах политики Гитлера: он только предложил Лахузену согласиться с тем, что Папен пытался оказать на них смягчающее влияние; Лахузен согласился, что у него «сложилось такое впечатление».

#### Бухенвальд. НСДАП, СС и гестапо
В дальнейшем американские прокуроры попытались рассказать историю создания и функционирования концентрационных лагерей: их попытка не увенчалась успехом. Столкнувшись с массой документов, они не смогли ни создать связное дело, ни связать с системой лагерей конкретных подсудимых. Трибунал регулярно останавливал выступления Томаса Додда и майора Уильяма Ф. Уолша требованием показать релевантность для данного дела предъявляемого потока документов. Внешние наблюдатели с трудом воспринимали массив незнакомой информации, представлявшейся в суде.
13 декабря обвинение представило в суде 90-секундную видеозапись, снятую сотрудниками СС в Бухенвальде. Прокуроры сообщили и об использовании в лагере кожи заключенных для создания абажуров. Защитник Кальтенбруннера Курт Кауфман возразил, что показанные на записи эсэсовцы — включая начальника лагеря Карла Коха — уже были приговорены к смертной казни. Он также потребовал, чтобы защите была предоставлена возможность немедленно опровергнуть подобные доказательства, прежде чем они будут опубликованы в прессе. С Кауфманом согласился и адвокат Бормана Фридрих Бергольд (Friedrich Bergold). Ссылаясь на Устав, Джексон не согласился с подобным правом для защиты — трибунал поддержал позицию прокуратуры. В прессу просочились слухи, что обвиняемые были «встревожены неспособностью своих адвокатов опровергнуть доказательства».
На следующей неделе американская команда представила дело о «германизации» и грабежах на оккупированных территориях: заметно нервничавший капитан Сэм Харрис сумел представить связное дело. Полковник Стори был значительно менее успешен в попытке связать воедино обвинения против руководства НСДАП, кабинета министров и СА: Лоуренс и Биддл вынуждены были регулярно задавать ему вопрос о релевантности огромного массива документов к делу против конкретных подсудимых. Адмирал Дениц заснул; другие обвиняемые были довольны неудачей Стори. Майор Уоррен Фарр, занимавшийся делом против СС, не смог сообщить трибуналу, сколько эсэсовцев работало в органах государственной власти Рейха. «Утомительное повторение» тех же общих рассуждений и в деле против гестапо вызвало недовольство судей. После рождественского перерыва в ходе слушаний, 4 января Телфорд Тейлор сумел удачно представить обвинения против Генерального штаба.

### После Рождества
В ходе Рождественского перерыва все участники пытались осмыслить первый период Нюрнбергского процесса. Так 30 декабря советский журналист Михаил Долгополов составил семистраничный документ о трудностях делегации из СССР: Долгополов детально изложил своё видение причин, по которым позиция советской стороны не находила отклика у иностранцев — что ставило под угрозу получение репараций с Германии.

#### Свидетели: Олендорф и Блаха
В период с 3 по 7 января 1946 года американская прокуратура, вопреки просьбам советской стороны не вызывать новых свидетелей до выступления Руденко, представила суду новую группу свидетелей обвинения. Первым стал начальник 3-го управления РСХА Отто Олендорф, рассказавший о деятельности Айнзацгруппы D на территории УССР в 1941—1942 годах. Олендорф заявил, что уничтожение 90 000 человек вызывало у него «сомнения» — но добавил, что для него было «немыслимо, чтобы подчиненный не выполнял приказы, данные руководителем государства». Олендорф сообщил, что накануне вторжения в СССР Гиммлер собрал своих подчинённых и повторил им приказ о ликвидации большевиков и евреев; Гиммлер добавил, что те, кто примут участие в кампании, не понесут «никакой личной ответственности». Следующий свидетель — сотрудник Адольфа Эйхмана гауптштурмфюрер Дитер Вислицени сообщил суду — что знал об «окончательном решении еврейского вопроса» — ему было сказано, что это был «приказ Фюрера»; ни прокуроры, ни защитники не задали ему никаких вопросов.
Обергруппенфюрер СС, генерал Эрих фон дем Бах-Зелевски был вызван в качестве свидетеля по делу Генерального штаба; Биддл описал его как «кроткого и довольно серьезного бухгалтера». Бах-Зелевски дал показания о репрессиях и массовых казнях, проводившихся подразделениями вермахта по борьбе с партизанами, которыми он командовал на территории СССР. Бах-Зелевски уточнил, что под «анти-партизанской борьбой» обычно понималось уничтожение евреев, а сам он не нёс «никакой ответственности» за данные действия. Он утверждал, что пытался изменить данную политику, но не имел на это полномочий; кроме того, он не мог уйти в отставку, потому что «если бы кто-то ещё был на моем месте, катастрофа была бы больше». Когда Бах-Зелевски проходил мимо скамьи подсудимых, Геринг выкрикнул «грязная, проклятая, предательская свинья!», за что бывший фельдмаршал был лишён сигарет и прогулок на неделю. После данного эпизода свидетели стали покидать зал суда через дверь для переводчиков. Бригадефюрер СС Вальтер Шелленберг подтвердил показания Олендорфа. Австриец Алоис Холлригель (Alois Höllriegl), до Аншлюса являвшийся безработным крестьянином, состоял охранником в Маутхаузене: он описал условия работы на местных каменоломнях и убийства заключенных охранниками. На вопрос о том, почему он не докладывал начальству об убийствах, он смог только рассмеяться и задать встречный вопрос «кого это волновало»?
Чешский врач и будущий депутат Федерального собраниа Чехословакии Франц Блаха (František Bláha (politik)) был заключенным в Дахау, где подвергся медицинским экспериментам. К 1945 году он выполнил 12 000 посмертных вскрытий заключённых: он рассказал суду об экспериментах и казнях, уточнив, что к советским военнопленным относились хуже всего. Блаха описал визиты в лагерь Бормана, Фрика, Розенберга, Франка, Заукеля и Кальтенбруннера. Адвокаты защиты попытались опровергнуть слова Блаха: один из них потребовал точные даты визитов, которые врач предоставил. Писатель Леонид Леонов описал «ярость» советских корреспондентов после показания Блаха.
В те же дни Сталин в Москве начал активно интересовался ходом дела: после часовой встречи с советским лидером, прокуроры Руденко и Констанстин Горшенин стали собирать показания восточно-европейских политиков, находившихся в советском плену, об их сотрудничестве с Гитлером — такие как показания бывшего кондукэтора Румынии Йона Антонеску и губернатора Транснистрии Георге Алексяну. Вышинский в тот период уже активно участвовал в советизации Румынии. После новой десятиминутной встречи со Сталиным, прошедшей 13 января, советские прокуроры усилили акцент на разрушении религиозных объектов на территории УССР и РСФСР.

#### Агрессия как преступление: Речь Шоукросса
Подход американских прокуроров к делу создал трудности для других национальных команд: многие из ключевых документов, подтверждавших последующие пункты обвинения — включая отрывки из дневника Франца Гальдера о плане «Барбаросса» — были уже зачитаны в суде как часть обвинения в заговоре. Британские, французские и советские дела могли показаться суду повторением, прямо запрещённым уставом. Однако, другие команды не стали сокращать свои дела. Длительность процесса стала выходить за изначально предсказанные «несколько недель»: в конце ноября в прессу попали сообщение о том, что прокуроры теперь говорили об июне, как о времени конца процесса.
Британский прокурор Шоукросс ещё в начале декабря выступил со своей вступительной речью, в которой изложил суду точку зрения его группы на нацистскую агрессию. Он выбрал отличный от Джексона подход: Шоукросс сосредоточился не на морально-этической оценке нацистского режима, а на разъяснении законов, которые были нарушены лидерами нацистской Германии. Стиль британца вызвал положительные отклики в прессе: корреспондент «Daily Express» описал его речь как лекцию о проблеме военной агрессии для образованного лондонского общества.
В отличие от Джексона, больше интересовавшегося аргументацией внесения новшеств в международное право, Шоукросс утверждал, что закон, который МВТ должен был применить, уже существовал: единственным новым элементом в уставе было введение конкретного механизма для его осуществления — то есть конкретные процедуры. Устав Лиги Наций, пакт Келлог — Бриана и другие документы, подписанные в межвоенный период, позволяли, по его мнению, утверждать, что Германия сознательно ограничила свой суверенитет и приняла на себя международные обязательства. Шоукросс делал вывод, что международное осуждение и наказание за нарушение взятых на себя обязательств было вполне логичным. Обвиняемые, по версии Шоукросса, не могли «прикрыть себя» заявлениями о том, что в рамках международного права только государства могли совершать преступления: Нюрнбергский устав «заполнял пробел» в уголовном праве. Исполнение приказов также не являлось основанием для освобождения от ответственности.
Шоукросс выделил ⅔ своей речи непосредственному описанию актов агрессии, полагая важным отразить преднамеренное нарушение нацистской Германией территориальной целостности и политической независимости соседних стран. Сконцентрировавшись на нарушении договоров, он рассказал суду о вторжении в Польшу, Норвегию, Данию, Нидерланды, Грецию, Югославию и СССР. Шоукросс заметил, что приглашение от Риббентропа вступить в пакт о ненападении с Германией было знаком того, что Рейх намеревался атаковать — чем ближе было вторжение, тем более многочисленными и «пылкими» были заявления о мирных намерениях. Наказание нацистской дипломатии, «основанной на хитрости, лицемерии и недобросовестности», должно было стать прецедентом для других стран — показав «святость наших обязательств друг перед другом». Кроме того Джексон и Шоукросс в своих речах разошлись в вопросе о степени, в которой они подчеркивали поддержку национал-социализма населением Германии.
Риббентроп внимательно выслушал позицию Шоукросса; Гесс отвлёкся от чтения романа и начал делать заметки. Газета «Sunday Times» отметила, что прокурор не стал «обзывать» обвиняемых: вместо этого он подорвал одну из главных надежд их защиты — надежду на то, что их деяния не могут быть рассмотрены законом как преступные.
Если британское профессиональное сообщество адвокатов посчитало выступление их коллеги удачным, то советская делегация выразила свой протест: Патрик Дин сообщил в Форин-офис, что представители СССР настаивали на исключении из печатного текста ряда фрагментов, которые «создавали впечатление, что советское правительство могло быть введено в заблуждение» пактом о ненападении. Советские прокуроры утверждали, что правительство СССР с самого начала было полностью осведомлены о намерениях нацистской Германии и было готово в любой момент начать войну с ним. СССР также возражал против заявления Шоукросса, что — после падения Франции — Великобритания осталась один-на-один с Германией. Дин полагал, что «мотивы этих довольно наивных аргументов трудно понять». Идея переписать официальную стенограмму не нашла поддержки у трибунала. Кроме того в распоряжении «Daily Express» оказались и вычеркнутые по просьбе советской стороны фрагменты из черновой версии выступления Шоукросса. Фрагменты противоречили советскому нарративу о Второй мировой войне — нарративу, в котором «Советы представлялись героями и мучениками» и в котором не предполагалось упоминание о советско-германском сотрудничестве 1930-х годов.
Сталин — находившийся на своём первом за 9 лет отдыхе в Сочи, но получавший обзоры западной прессы, составлявшиеся 4-м (секретным) отделом ТАСС — начал выражать недовольство деятельностью Молотова и МИДа СССР по «защите советских интересов». После речи Шоукросса комиссия Вышинского начала собирать компромат на тему предвоенного сотрудничества властей Великобритании с Гитлером, а также — на тему американской экономической кооперации с нацистской Германией.

#### Нарушение договоров. Дания
Через несколько недель после речи Шоукросса, британские прокуроры получили возможность подробнее рассмотреть агрессивные действия лидеров нацистской Германии; они сознательно отказались от обсуждения намерений, понимая сколь «трудно доказать намерения, используя дипломатические документы». До этого американец Олдерман уже использовал оккупацию Чехословакии — как часть обвинения в заговоре — что исключило для представителей Его Величества необходимость дискуссии о том, можно ли считать данный акт агрессивной войной.
Менее чем за три дня Нюрнбергского процесса Максвелл-Файф рассмотрел 15 основных договоров, которые были подписаны рейхом: он обратил внимание судей на то, что в рамках германского права публикация договора в официальном издании «Reichsgesetzblatt» автоматически делало документ частью законодательства страны. Затем заместители главного обвинителя — Гриффит-Джонс, Элвин Джонс, Робертс и Филлимор — осветили историко-географическую последовательность аннексий: благодаря брифингам эксперта Джима Пассанта (Jim Passant) прокуроры смогли дать «краткий и ясный» анализ. Единственным, кто выступил с более «оценочной» речью стал Робертс, представлявший дело о нападении на Бельгию.
В ходе британского выступления, обвиняемые выглядели все более обеспокоенными. Трибунал был впечатлен данной частью обвинения: Биркетт, опасавшийся затягивания процесса обсуждением истории войн начала 1940-х годов, посчитал работу Максвелл-Файфа впечатляющей; Биддл указал, что презентация Элвином Джонсом оккупации Норвегии и Дании была «лучшей, которую мы слышали». Правительство Дании полагало иначе: оно направило официальный протест британскому МИДу по поводу того, что оно посчитало «небрежным и ненадлежащим» обращением с историей страны. Пассант составил официальный ответ Дании, в котором попытался доказать, что «голые факты» были более подходящим инструментом для получения обвинительного приговора, чем истории об «ужасах» оккупации.
В дальнейшем британцы и американцы пытались совместно представлять дела против отдельных обвиняемых. «Не впечатляющие» детали биографий каждого из них не сформировали у внешних наблюдателей целостной картины о характере конкретных обвинений против конкретных лидеров Рейха, находившихся на скамье подсудимых.

#### Военно-морской флот: Редер и Дёниц
В середине января прокуроры Великобритании представили дело против Военно-морского флота Германии (Кригсмарине), в рамках которого адмиралам Дёницу и Редеру были предъявлены обвинения по первым трем пунктам. Редер занимал высшие должности в военно-морском флоте и правительства; он присутствовал на ключевых встречах, где, как утверждалось прокуратурой, Гитлер излагал свои агрессивные планы. Редера нёс ответственность за создание военно-морского флота Германии в нарушение ограничений, установленных Версальским миром. Существовали и доказательства, которые связывали его с преступными приказами и военными преступлениями.
Дело против Дёница, возглавившего флот только в 1943 году, было заметно слабее — Британское адмиралтейство выступало против включения Дёница в число обвиняемых. Формальное назначение адмирала преемником Гитлера стало неожиданностью для многих как раз потому, что его не считали лидером нацистской Германии. Военные преступления подводного флота, которым Дёниц командовал в первые годы войны, были единственной частью обвинения, которая имела шансы выдержать публичное рассмотрение в зале суда.
Однако, Британское адмиралтейство сомневалось в желательности дела против нацистских методов ведения войны на море: адмиралы понимали сколь «расплывчаты» были формально существовавшие «законы войны на море». Кроме того, многие такие законы были признаны устаревшими ещё до начала Второй мировой войны. Так появление нейтральных судов, способных передать координаты корабля противной стороне посредством радио, никак не регулировалось в Гаагских конвенциях 1907 года; подводные лодки вообще не упоминались в документах тех лет. Кроме того, спасение оставшихся в живых после потопления судна не являлось абсолютным приоритетом в рамках законов войны на море: угроза для безопасности или для миссии корабля позволяла его экипажу не заботиться о судьбе выживших. А появление радара и широкое использование самолетов-разведчиков ставило под угрозу подводные лодки, находившиеся в надводном положении.
В октябре 1945 года эксперт Адмиралтейства по правовым вопросам Хамфри Уолдок (Humphrey Waldock) составил детальный меморандум, разъяснявший правовые проблемы преследования Дёница — британский МИД отверг документ как «типичную попытку адмиралтейства „обелить“ германский флот». Уолдок обращал внимание на отсутствие в обвинительном заключении указаний на конкретные случаи «убийства и жестокого обращения… с лицами в открытом море»; Дениц обратил внимание на тот же факт. К 13 ноября прокурор Максвелл-Файф жаловался, что военно-морское дело не складывалось.
Прокуроры попытались связать Редера с планами Гитлера по уничтожению Ленинграда и приказом о коммандос от октября 1942 года; случаи передачи флотом британских членов диверсионных групп для казни СС также стали частью обвинения. Высказывания Редер о применимости «любых средств ведения войны» активно использовались против него в зале суда. Потопление пассажирского лайнера «Атения» 3 сентября 1939 года также стало частью обвинения: зная, что лайнер был потоплен подлодкой U-30, Редер выступил с публичными обвинениями против Черчилля — утверждая, что британский флот совершил провокацию, направленную на вовлечение США в войну в Европе.
Доказательства против Деница были ещё менее многочисленными. Обвинения против Деница были основаны на инцидентах, которые прокуратура истолковала как преднамеренное нарушение военно-морского права: затопление подлодкой U-48 лайнера «SS City of Benares» в сентябре 1940 года и неоказание помощи судну «Sheaf Mead» подлодкой U-37 в мае того же года. Прокуроры утверждали, что политика Деница о выживших — выразившаяся в издании им в сентябре 1942 года приказа о «Лаконии» — привела к многочисленным жертвам. Адмиралтейство предположило, что данный приказ не являлся призывом к убийству и мог по-разному интерпретироваться командирами подводных лодок:
Не спасайте людей, не берите их на борт. Не оказывайте помощи шлюпкам. Погодные условия и близость суши несущественны. Беспокойтесь только о безопасности своей подлодки и скорейшем достижении новых успехов! Мы должны быть суровы в этой войне. Враг начал войну с целью уничтожить нас, следовательно, остальное не важно.
Оригинальный текст (нем.)Keine Leute retten und mitnehmen. Keine Sorge um Boot des Dampfers. Wetterverhältnisse und Landnähe sind gleichgültig. Nur Sorge um das eigene Boot und das Streben, sobald wie möglich den nächsten Erfolg zu erringen! Wir müssen hart in diesem Kriege sein. Der Gegner hat den Krieg angefangen, um uns zu vernichten, es geht also um nichts anderes.— Дениц, из приказа о «Лаконии», 17 сентября 1942
Прокурор Генри Филлимор (Henry Phillimore) представил суду двух офицеров-подводников — что стало единственным случаем привлечения свидетелей британскими прокурорами. Оберлейтенант Петер Йозеф Хейсиг (Peter Josef Heisig) дал показания, что в 1942 году присутствовал на лекции Деница, на которой адмирал сказал, что «экипажи судов, как и сами суда, являются мишенью для подводных лодок». Хейсиг был единственным свидетелем, который утверждал, что Дениц когда-либо выражал подобные взгляды. Бывший командир U-20, капитан Карл-Гейнц Мёле утверждал, что когда он спрашивал своих командиров о приказе по «Лаконии», ему сказали, что это была инструкция по убийству выживших: в ходе допроса Мёле признал, что давал показания против Деница, потому что, его самого обвинили в военных преступлениях. Перекрестный допрос свидетелей адвокатом Кранцбюлером и его детальное знание «хитросплетений» морского права заставили британского прокурора снять обвинение в том, что подводные лодки атаковали спасательные суда.

#### Преступления против человечества: Западная Европа
17 января французский прокурор Ментон начал представлять дело о военных преступлениях и преступлениях против человечества, совершённых в Западной Европе. Ментон говорил 4,5 часа, «тщательно избегая деликатной темы французского коллаборационизма» — газета «Times» отметила, что «лица подсудимых были более серьезными, чем когда-либо с начала судебного процесса». Ментон, переживший оккупацию и эмиграцию, старался избегать эмоциональности: однако, он не был готов проводить чёткое различие между национал-социалистами и гражданами нацистской Германии. В своём «длинном историческом очерке» прокурор сделал заявление о «коллективной ответственности»: он сказал, что весь «немецкий народ» разделял ответственность за военные преступления. Позднее даже члены французской делегации отмечали, что Ментон представил историю взаимоотношений Франции и Германии как «вечную борьбу между силами Добра и духами Зла». Антисоветская пресса в США отметила «тоталитарность» подобного подхода; Франк выразил желание поспорить с Ментоном, отметив «иронию» в том, что «именно француз де Гобино создал расовую идеологию».
На следующий день Ментон покинул Нюрнберг, а его место занял юрист и член «Сопротивления» Шампье де Риб (Auguste Champetier de Ribes). Подход французской группы при этом не изменился — они продолжили делать ставку на документы и статистику: из 2100 документов, представленных Нюрнбергскому трибуналу, 800 были внесены представителями Франции. Прокуроры активно апеллировали к цифрам экономических потерь как самой Франции, так и других стран Западной Европы за годы оккупации: так у населения Нидерландов было изъято 600 000 свиней, 275 000 коров, 489 локомотивов, 28 950 грузовых вагонов, миллион велосипедов и 600 000 радиоприемников. Американская газета «Christian Science Monitor» отметила, что представленные цифры объясняли коллапс экономики Европы после войны: бомбардировки и боевые действия обеих сторон были частью проблемы, но разграбление также оставило заметный след.
Судьи были недовольны скоростью, с которой шло дело, поскольку французская прокуратура стремилась сообщить подробности об оккупации каждой из стран. 30 января прокурор Шарли Дубост (Charles Dubost), представляя часть об использовании труда в концентрационных лагерях, сам не смог справиться с потоком данных: он не проиндексировал документы и перепутал их официальные номера, что вызвало заметное раздражение у трибунала. Патрик Дин, однако, полагал, что большая часть французского материала была «чрезвычайно поразительной», поскольку она показывала не только экономические аспекты оккупационной политики — спровоцировавшие голод — но и расхищение произведений искусства и библиотечных коллекций. Подобный фокус французских прокуроров отразил особый опыт Франции в годы войны, когда она стала основным объектом экономической эксплуатации со стороны нацистской Германии.
Французские прокуроры вызвали семь свидетелей, чтобы засвидетельствовать условия в концентрационных лагерях на Западе. Морис Лампе (Maurice Lampe, 1900—1979) рассказал как летчики союзников работали и избивались в Маутхаузене; в своём ответе на вопрос Руденко Лампе рассказал и о судьбе советских заключённых. Мари Вайян-Кутюрье подробно рассказала о своём заключении в Освенциме и Равенсбрюке, которое Биддл охарактеризовал как «монотонность ужаса». Суд получил свидетельства о медицинских экспериментах в Бухенвальде, подробности пыток в гестапо и другие детали — которые, по мнению «Times», сделали процесс «самой отвратительной историей всех времен». Советская прокуратура была впечатлена эффектом от показаний Лампе, а в «Правде» вышла статья о показаниях Вайян-Кутюрье. Однако, по мнению Биркетта, «с точки зрения судебного разбирательства, всё это была пустая трата времени».
Показания коммуниста Франсуа Буа (Francisco Boix), работавшего фотографом в Маутхаузене, также больше заинтересовали советскую прокуратуру и прессу, поскольку он тайно сделал копии более 2000 изображений и смог тайно вывезти сотни из них. Буа описал прибытие в Маутхаузен примерно 7000 советских военнопленных в ноябре 1941 года — через три месяца их осталось только 30 человек. Норвежский юрист Ханс Каппелен (Hans Cappelen) описал, как его пытали в тюрьме гестапо — где с него сняли скальп. Журналист Всеволод Вишневский — полагавший, что ключевой частью процесса являлось воздействие на мировое общественное мнение — описал полную тишину в зале суда после окончания показаний. Французская прокуратура завершила свою часть 7 февраля.

#### Преступления против человечества: Восточная Европа

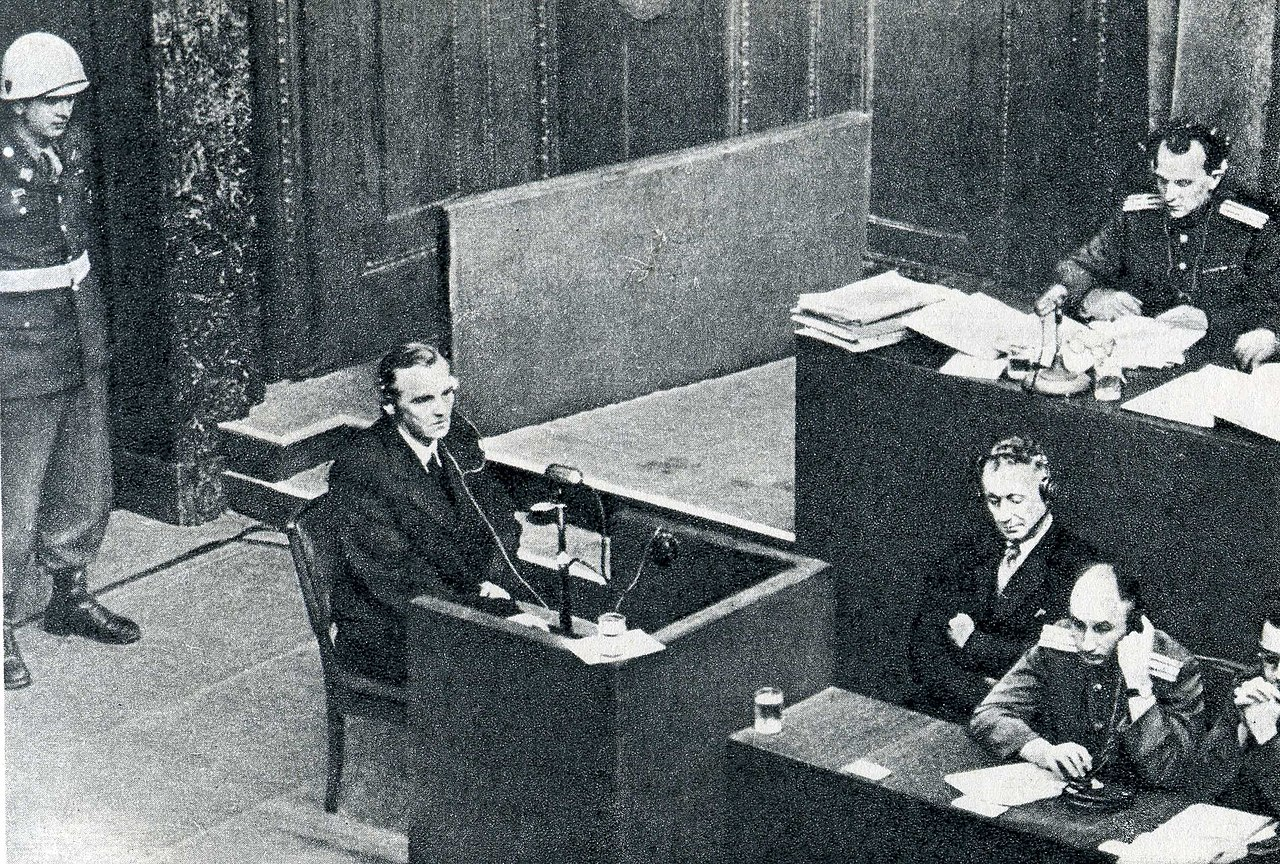
Ф. Паулюс свидетельствует (февраль 1946)

##### Показания Паулюса
8 февраля судебный зал был переполнен впервые за несколько недель: и пресса, и зрители готовились к началу советской части обвинения. Прокурор Руденко начал представлять дело о преступлениях против человечества в Восточной Европе со вступительную речи — Геринг и Гесс демонстративно сняли наушники; Розенберг, говоривший по-русски, также снял свои наушники. Руденко, обходя историю Германии вообще и тему пакта Молотова — Риббентропа в частности, пытался обосновать правомерность судебного преследования лидеров Рейха: он полагал, что международное право было основано на системе договоров и что устав трибунала был «неоспоримым и достаточным законодательным актом» для формирования суда. Кроме того Руденко стремился найти точки соприкосновения с другими союзниками, в то же время опровергая любое сходство между немецкой и советской диктатурами: советский прокурор был единственным, кто называл победившую четверку стран «великими демократиями» и «свободолюбивыми нациями».
Руденко перечислил и разрушения на Востоке: 1670 православных церквей, 337 католических храмов, 69 часовен, 532 синагоги были разрушено; 1710 городов и более 70 тысяч деревень были почти полностью уничтожены; 6 миллионов зданий, 31 850 промышленных предприятий, 40 000 больниц, 84 000 школ и 43 000 библиотек также были уничтожены. По его данным, 25 миллионов человек остались без крова. Покровский продолжил выступление Руденко, говоря о заговоре и преступлениях против мира.
Да, сейчас они хотят посмотреть шоу. Вы увидите, что этот процесс будет позором через 15 лет.— Геринг, февраль 1946
Советская прокуратура продолжила представление свидетельств о планах агрессии против государств Восточной Европы — о намерениях требовать жизненного пространства и доминирования над славянами. По мнению Дина, дело было представлено «с большим умением и ясностью». После этого прокурор Зоря начал зачитывать выдержки из допросов генерала Вальтера Варлимонта и бывшего главнокомандующего 6-й армией, фельдмаршала Фридриха Паулюса. Защита, как и ожидали советские юристы, опротестовала предъявление письменных показаний — в ответ советская сторона заявила, что фельдмаршал находится в Нюрнберге и будет свидетельствовать в этот день. Ни иностранные прокуроры, ни судьи, ни адвокаты ничего не знали об этом плане до последнего момента — судей предупредили перед началом советского выступления.
С момента появления Паулюса в зале, подсудимые практически не отводили от него взгляда — в годы войны национал-социалистическая пропаганда скрывала сам факт сдачи в плен фельдмаршала, которому устроили официальные «героические похороны». Явно отрепетированные показания фельдмаршала не содержали в себе сенсационных подробностей, однако они вызвали значительный интерес у прессы: журналист Борис Полевой отметил, что иностранные корреспонденты в спешке ломали карандаши. Паулюс указал на Кейтеля, Йодля и Геринга как на ключевых участников организации нападения на СССР.
Слова Паулюса вызвали острую реакцию у обвиняемых: военные начали активно спорить со своими адвокатами и срочно составлять вопросы для перекрестного допроса; Геринг закричал своему юристу, «спроси эту грязную свинью, знает ли он, что является предателем». На следующий день Паулюс три часа отвечал на вопросы девяти адвокатов. Отвечая на конкретные вопросы об агрессивных планах — о численности и дислокации войск — Паулюс регулярно отвечал, что не мог вспомнить; Геринг заявил Гессу, что у того «появился конкурент». Адвокат Ганс Латернсер попросил Паулюса рассказать суду, как обращались с немецкими военнопленными в СССР: Лоуренс напомнил защитнику, что данный вопрос не имел отношения к рассматривавшемуся делу. Паулюс не отрицал, что в 1944 году он призвал немецкий народ свергнуть национал-социалистический режим. В целом, в своих ответах Паулюс пытался обосновать основную мысль: нацистская Германия планировала серию агрессивных нападений на страны Восточной Европы.
Следующим советским свидетелем стал генерал Эрих Бушенхаген, в январе уже дававший показания на процессе против финских властей (War-responsibility trials in Finland). Обходя тему Зимней войны, Бушенхаген рассказал, как он в феврале 1941 года по приказу Верховного командования отправился в Хельсинки для встречи с членами генерального штаба Финляндии: «единственной целью» встречи было обеспечение участия финских войск во вторжении в СССР. Затем к делу были приобщены письменные показания бывшего румынского лидера Антонеску, министра обороны Константина Пантаци и главы венгерской разведки о подготовке нападения.

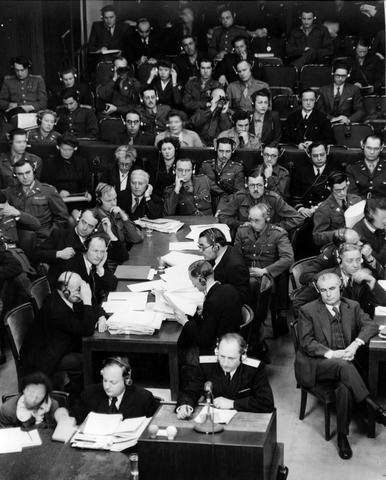
Выступление генерала Романа Руденко (декабрь 1945)

##### Военнопленные. Свидетельства из концлагерей
Следующим шагом советской прокуратуры стало обсуждение обращения с военнопленными и приказа Верховного командования от января 1942 года, запрещавшего «гуманность». Клеймление военнопленных также являлось частью официальных мер на востоке. Поскольку СССР не подписал Женевскую конвенцию об обращении с военнопленным, руководство Рейха сделало вывод, что оно «не было обязано снабжать советских военнопленных едой». Приказ о ликвидации политических комиссаров также был представлен суду. Прокуроры зачитали и официальные данные о смертности от голода и болезней в лагерях. Судьи начали терять терпение: на закрытом заседании судей Биддл высказал «вежливую критику по поводу невероятной медлительности процесса»; его поддержали все, кроме Никитченко, который сказал, что любая попытка поторопить советскую прокуратуру «будет выглядеть как предубеждение против СССР». В то же время Дин полагал, что дело было «хорошо представлено».
Документы, представленные Чрезвычайной государственной комиссией СССР, зафиксировали использование гражданских лиц в качестве «живых щитов», деятельность айнзацгрупп, работу газвагенов и расстрельных отрядов, убийство заложников и массовые казни — включая Бабий Яр. Советская прокуратура передала судьям образцы человеческой кожи и мыло, изготовленное из человеческих тел — с инициативой использовать подобные вещественные доказательства в январе выступили Горшенин и Руденко. С трудом осознавая происходившее, судьи начали подозревать советскую сторону в преувеличениях: так судья Паркер не мог поверить в то, что охранники расстреливали детей в концлагерях; он полагал, что такое было просто невозможно — после просмотра 45-минутной кинохроники из лагерей, в которых среди прочего голых женщин перед расстрелом гнали в братские могилы, Паркер три дня не вставал с постели. «New York Times» отметила, что видео, представленное советской стороной, развеяло предположения о том, что истории о немецкой оккупации на Востоке, были преувеличены. Фильмы о разрушениях также произвели впечатление на иностранную прессу.
Нюрнберг навсегда останется в истории: сначала как место принятия Нюрнбергских законов, а теперь как место проведения Нюрнбергского процесса.из дневника А. Суцкевера, 1946
Фильм стал «водоразделом» в отношении судей к советскому делу: мировая аудитория в целом стала лучше понимать, что именно пережили советские люди — слухи и истории превратились в «графические образы ужаса». Трибунал перестал настаивать на краткости в представлении доказательств и формальной судебной дисциплине. В течение последующих шести дней судьи практически не прерывали ни прокуроров, ни свидетелей: когда 27 февраля протоиерей Николай Ломакин рассказывал об осквернении церквей и блокаде Ленинграда, суд «позволил ему выговориться». Академик Иосиф Орбели выступил свидетелем того, что части Вермахта обстреливали Эрмитаж и расхищали художественные ценности. Псковский крестьянин Яков Григорьев рассказал об уничтожении своей деревни и убийстве семьи. Врач Евгений Кивелиша, работавший в семи лагерях, сообщил о издевательствах и убийствах пленных советских солдат. Еврейский поэт и партизан Авром Суцкевер дал показания о деятельности айнзатцгрупп в Вильнюсе осенью 1941 года и убийстве собственного ребёнка: он отказался сесть, настаивая на том, чтобы свидетельствовать стоя.
Свидетели, пережившие концлагеря, позволили дополнить картину войны на Востоке: так Северина Шмаглерская (Severina Schmaglewskaja), пробывшая три года в Освенциме, рассказала, что видела женщин, отправленных на работу через несколько минут после рождения детей, которых немедленно отвозили в газовые камеры. Ни один защитник не задал ей ни одного вопроса. Самуэль Райзман (Samuel Rajzman) был редким человеком, способным рассказать о Треблинке: он выжил, потому что свободно говорил на иврите, французском, русском, польском и немецком языках; Райзман видел прибытие на станцию своей матери, сестры и двух братьев. Показания Райзмана были уникальны и тем, что он буквально «дал имена жертвам», которых прокуроры обычно называли абстрактными терминами вроде «эти несчастные люди». Кроме того, оба свидетеля уже опубликовали свои воспоминания. Адвокаты, многие из которых смотрели в пол, на задали никаких вопросов. МВТ принял и явно кумулятивные показания о Треблинке варшавского плотника Якова Вемика, в которых он прямо заявил, что дача показаний является единственной причиной для него продолжать жить после потери семьи.
В конце одного из утренних заседаний, посвященных событиям на Востоке, Кранцбюлер прямо спросил Деница, знал ли о происходившем: Дениц отрицательно покачал головой — а Геринг обернулся, чтобы сказать Кранцбюлеру, «чем выше ты стоишь, тем меньше ты видишь происходящее внизу». Хотя все четыре делегации прокуроров подробно остановились на Холокосте, советское дело стало самым широким, самым подробным и «самым откровенным» рассказом о катастрофе европейского еврейства. Советские власти были «удовлетворены» ходом дела, отметив реакцию западной прессы и зрителей.

### Фултоновская речь Черчилля: Холодная война
Через неделю после окончания советского дела у обвиняемых появилась надежда: из сообщения американской газеты «Stars and Stripes», озаглавленного «Черчилль предупреждает в Фултоне: Объединитесь, чтобы остановить русских», они узнали о Фултоновской речи Черчилля от 5 марта. Гесс «забыл о своей „амнезии“» и напомнил коллегам о том, как часто он предсказывал «великий поворотный момент», который «положит конец суду» и реабилитирует всех его участников. Геринг добавил, что «Фюрер и я всегда пророчествовали» о том, что антигитлеровская коалиция рано или поздно должна была распасться. Советские прокуроры и журналисты также внимательно изучили позицию бывшего премьер-министра Великобритании. Американские прокуроры Додд и Джексон получили от речи подтверждение своего настороженного отношения к СССР. Таким образом на события в Нюрнберге начала влиять Холодная война.
По мере продолжения процесса ряд юристов и политиков — как советских, так и западных — продолжали «идеализировать Нюрнберг»: как место, где Союзные державы добровольно «отбросили месть», чтобы создать новый послевоенный мировой порядок — порядок, основанный на международном сотрудничестве и справедливость. Так в мае сотрудник Джексона напомнил Руденко, что президент Трумэн хотел наградить самого Руденко, а также Покровского и Александрова, орденом «Легион почёта» — за их работу на процессе. В тот же период другие политики стали рассматривать Нюрнберг как место ожесточенной пропагандистской войны между бывшими союзниками.

## Итоги
Обвинительная часть на Нюрнбергском процессе заняла 73 дня: она закончилась в понедельник, 4 марта. В тот период многие менее известные подозреваемые в военных преступлениях, были переданы в национальные суды или бежали с территории бывшего Рейха. Часть из них подверглась и суду Линча. В тот же период американский солдат предстал перед судом в городе Монтерей (Калифорния) по обвинению в убийстве военнопленных. Кроме того, 20 января 1946 года в Токио начался Международный военный трибунал для Дальнего Востока.
[В борьбе со скукой] меня поддерживает знание того, что [Нюрнбергский] процесс может стать очень важной вехой в истории международного права. Будет прецедент для всех последующих поколений, и страны-агрессоры, большие и малые, будут вступать в войну с определенным знанием того, что в случае неудачи они будут призваны к ответу.— из личной переписки судьи Биркетта, 20 января 1946
К моменту окончания обвинения изменились оценки длительности всего Нюрнбергского процесса: если Максвелла-Файфа надеялся, что судебное разбирательство удастся завершить к середине мая, то другие участники, включая и судью Биркетта, полагали более реалистичным сроком конец лета. Внешним наблюдателям стала заметна и личная антипатия, возникшая между бывшими коллегами Джексоном и Биддлом: Джексон полагал, что многие решения судей, невыгодные прокуратуре, были продиктованы именно личной неприязнью Биддла. Однако, тексты большинства публичных заявлений трибунала и его постановлений были подготовлены судьёй Биркеттом, отличавшимся детальным знанием массива представленных документов.

## Реакция
Ещё до начала Нюрнбергского процесса многие газеты предполагали, что горечь от проигрыша в войне, от потери родственников и от необходимости выживать в разрушенной стране не позволит большинству немецкоязычных европейцев следить за ходом суда. Если Джексон, имевший в своей группе специального офицера по связи с общественностью, настаивал на том, что «одна из основных целей этого суда состоит в том, чтобы убедить немцев в том, что они были преданы первыми — и, по возможности, предотвратить создание новой легенды, которая возродит военные действия в будущем», то многие немецкие журналисты просто отказывались ехать в Нюрнберг, несмотря на активную агитацию со стороны оккупационных властей. К началу декабря 1945 года, по подсчётам начальника отдела информационного контроля, генерала Джона Робертса (John A. Roberts), около 19 % новостных сообщений газет американской зоны были посвящены процессу.
По правде говоря, одновременно проходят два процесса: суд над людьми на скамье подсудимых — и суд над целой нацией и её образом мышления.— из личной переписки судьи Биркетта, 20 января 1946
Кроме того, многолетний контроль над газетами и радио со стороны Геббельса сказался на отношении жителей Германии к СМИ, лицензированным новыми оккупационными властями. Отдельные опросы 1945—1946 годов показывали, что около половины немцев не следили за процессом. Американский прокурор Дрексел Шпрехер рекомендовал властям пригласить в Нюрнберг немецких профсоюзных деятелей. Постепенно чиновникам удалось убедить некоторых профсоюзных лидеров в необходимости такой поездки. По результат опроса, проведенного во Франкфурте в феврале 1946 года, 80 % опрошенных полагали, что судебный процесс шёл «справедливо» — при этом больше половины респондентов считали генералов вермахата невиновными и не знали, что основным обвинением в суде было планирование агрессивной войны.
Социал-демократам и профсоюзам придется нести ответственность за свою пассивность [при приходе Гитлера к власти] не перед судьей в уголовном суде, а перед историей.— адвокат Дикс, 1946